# Benedetto Vinaccesi
Benedetto Vinaccesi (* um 1666 in Brescia; † 25. Dezember 1719 in Venedig) war ein italienischer Komponist des Barock.

## Leben
Vinaccesi, der einer wohlhabenden Kaufmannsfamilie entstammte, studierte in seiner Heimatstadt beim Domkapellmeister Don Pietro Pelli Orgel und möglicherweise weitere Instrumente. Seine ersten Kompositionen waren weltliche Instrumentalwerke und Kantaten. Ab 1687 war Vinaccesi Kapellmeister beim Herzog Ferdinando II. Gonzaga in Castiglione delle Stiviere. 1690 bewarb er sich ohne Erfolg um den Posten des Organisten an der Kathedrale von Brescia. Ab den 1690er Jahren widmete Vinaccesi sein Schaffen vermehrt der geistlichen Musik. 1692 wurde in Modena sein erstes Oratorium Gioseffo che interpreta in sogni aufgeführt.  Im gleichen Jahr wurde er für seine Verdienste zum cavaliere ernannt. Vinaccesi hatte zunächst Positionen in Mantua und Brescia inne. Ab 1698 war er maestro di coro am Ospedaletto, eine Position, die er bis 1715 innehatte, und ab 1704 war er einer der beiden Hauptorganisten am Markusdom in Venedig. Zu seinen Schülern gehörten Friedrich Georg Dieterich  (1686–1747) und der venezianische Gesangslehrer Nicolò Domenico Turri.

## Werke
- 12 Triosonaten op. 1 (1687; die frühesten Triosonaten mit Menuett) in der Oxford Bodleian Library
- 12 Triosonaten op. 2 (Kirchensonaten)
- Oratorien
- Motetten für zwei oder drei Gesangsstimmen
- Kantaten
- Bühnenwerke
  - L’innocenza giustificata, dramma per musica; Libretto: Francesco Silvani; UA: 26. Dezember 1698, Teatro San Salvatore, Venedig

Acht Kantaten Vinaccesis liegen seit 2004 in modernen Editionen vor (hrsg. von Michael Talbot, Edition HH, Launton):
- für Bass und Basso continuo:
  - Là nelle verdi spiagge: In lontanaza della sua donna / Quanto mi vien da ridere: Il disinganno de gli amanti. ISBN 1-904229-52-2.

- für Sopran und Basso continuo:
  - Belve, se mai provaste. ISBN 1-904229-55-7.
  - Dal tuono il lampo aspetta. ISBN 1-904229-56-5.
  - Su la sponda d’un rio. ISBN 1-904229-61-1.
  - Or fia mai vero, o lontananza infida. ISBN 1-904229-62-X.
  - Ingratissima Clori. ISBN 1-904229-63-8.

- für Alt und Basso continuo:
  - Filli, un solo tuo sguardo. ISBN 1-904229-64-6.